# 芬特里 (丹地)
芬特里（英語：Fintry）是位於蘇格蘭邓迪北部的地方。這裡原本是一塊農田，1940年代末開始在這區興建房屋增加居住人口，至今僅有兩座當時的建築物保存。